# 一八九五
『一八九五』（いちはちきゅうご、The Legend of Formosa in 1895）は、2008年11月に台湾で公開された温昇豪、楊謹華主演の台湾映画、日本が台湾に攻め込んだ時、それに対して立ち上がった台湾人との間の戦い（乙未戦争）を描く。

## 概要
原作は台湾客家人作家として有名な李喬の『情歸大地』、1895年日清戦争後で日本に割譲された台湾で、日本軍の侵入に対抗する台湾人と、進駐してきた大日本帝国軍との戦争のさなか、義兵将として立ち上がった客家人、全台義勇軍統領呉湯興の部隊と、それと対決する日本軍部隊にスポットを当てた作品。
特に、日本の侵攻部隊については、北白川宮能久親王と共に来た陸軍軍医で若き日の森林太郎（森鷗外）にスポットを当てている。
台湾では映画産業が長期的に盛況とはいえなかったが、この映画に先立て上映された映画『海角七号 君想う、国境の南』の興行収入が5億台湾ドルを突破するなど、台湾映画ブームの波に乗って、コメディタッチの『海角七号 君想う、国境の南』とは対照的に歴史を扱った堅苦しいこの映画も比較的良い興行成績をあげた。
全編客家語を中心にした映画としては、台湾で事実上初めての試みで、中華民国政府行政院客家委員会など政府機関が全面的に支援した。客家語も苗栗と新竹で異なる方言を使い分け、日本語や台湾語の比率も多い。また台湾映画としては珍しい台湾原住民のサイシャット語も一場面で登場させた。

## スタッフ
- 監督 - 洪智育（中国語版）、陳義雄（日本人登場部分のみ）
- 製作 - 葉金勝
- 脚本 - 高妙慧、葉丹青
- 撮影 - 楊渭漢
- 美術 - 許英光
- 編集 - 蕭汝冠
- 音楽 - 鄭偉杰、李大雄

## キャスト
- 呉湯興 - 温昇豪
- 黄賢妹 - 楊謹華
- 姜紹祖 - 張書豪（中国語版）
- 徐驤 - 呉皓昇（中国語版）
- 林天霸 - 李興文（中国語版）
- 陳満妹 - 李佳穎（中国語版）
- 金福 - 吳定謙
- 英妹 - 許安安
- 北白川宮能久親王 - 日比野玲
- 森林太郎 - 貴島功一朗
- 中井軍佐 - 大西由希也

特別出演
- 吳秋妹 - 唐美雲（中国語版）
- 姜宋氏 - 徐楽眉（中国語版）
- 阿土母 - 黄采儀

## 主題曲
エンディングテーマ
- 義民塚

作詞・作曲・編曲：馬修連恩、客家語作詞：謝宇威、陳永淘　歌：馬修連恩、謝宇威、陳永淘

## ノベル
- 常彧『一八九五』（田沢文化、2009年） ISBN 978-986-84948-0-0

## 中国の類似作品
「台湾・1895」（監督：韓鋼 キャスト：李雪健、常戎）または「台湾一八九五」と題した、中華人民共和国による36回連続テレビドラマが制作され、台湾で「一八九五」が公開されたのと同じ2008年に中国で放映された。
内容と描く時間軸が異なり、日本の明治維新から馬関条約（日清講和条約）にかけての、長いスパンを描いた作品となっている。